# Statisztikus fizika
A statisztikus fizika vagy statisztikai fizika a sok részecskéből álló rendszereket tanulmányozó ága a fizikának. Ebben az esetben a részecskék alatt molekulákat, atomokat és elemi részecskéket értünk.
A klasszikus mechanikával ellentétben itt nem a részecskék mozgásegyenlete a kérdés. A gázokban, folyadékokban makroszkopikusan már észlelhető (látható, mérhető stb.) mennyiségű részecske van – tipikusan 1023 nagyságrend –, ami ugyanannyi másodrendű differenciálegyenlet megoldását jelenti. Ez, a mai számítástechnikai lehetőségeket figyelembe véve, még lehetetlen.
Másrészt, a mozgásegyenletek egzakt megoldása kezdeti feltételeket is igényel, vagyis mindegyik részecskének ismeri kell a kezdeti helyzetét és sebességét. Ilyen fizikai kísérlet egyelőre még nem létezik. A kísérletek során mindig átlagos értékeket lehet mérni, így a statisztikus fizikától is az átlagos értékek változásának a leírását lehet csak követelni.
A nagy számú részecskék miatt a statisztikus fizika valószínűségszámítási alapokon nyugszik. A feladat: mekkora valószínűséggel található a rendszer egy adott időben egy adott állapotban, majd az állapot alapján a releváns fizikai mennyiségek kiszámítása. Az állapotokat a fázistérben egy-egy pont jelzi, és az eloszlásfüggvény megadja, hogy egy adott rendszer mekkora valószínűséggel található a fázistér egy pontjában.
Gibbs három alapvető eloszlásfüggvényt posztulált:
- Mikrokanonikus
- Kanonikus
- Nagykanonikus

## Alapfogalmak

### Makro- és mikroállapotok
Amennyiben egy rendszer állapotát pontosan ismerjük (vagyis ismerjük az összes részecskéhez tartozó helykoordinátát és minden egyes részecske impulzusát), azt mondjuk, hogy ismerjük a rendszer mikroállapotát. A mikroállapot természetesen függ attól is, hogy klasszikus mechanikai, vagy kvantummechanikai tárgyalást taglalunk. Míg első esetben egy mikroállapot a 6N dimenziós fázistér egyetlen pontja (ahol N a molekulák száma), utóbbi esetben a mikroállapot a rendszer egy konkrét kvantumállapota. A kvantummechanikai némileg pontosítja a klasszikus tárgyalást. Ezt azzal értelmezhetjük, hogy a kvantummechanikában a mikroállapotot jellemző fázispont elmosódik, ú.n. fáziscellákról beszélünk.
Vegyünk egy egyensúlyi izolált állapotú gáz. Ha egy adott pillanatban ismernénk a molekulák helyzetét és sebességét, a megfigyelés eredménye egy fázispont lenne. Ha a megfigyelést többször megismételnénk, nyilvánvalóan más és más mikroállapotokat kapnánk. Ennek az az oka, hogy a rendszert jellemző adatok – melyek általában az U belső energia, a V térfogat és az N részecskeszám –, rengeteg különböző mikroállapottal férnek össze.
Az is nyilvánvaló, hogy az egyensúlyi állapotok meghatározzák azon mikroállapotokat, melyek hozzájuk tartoznak, illetve azt a valószínűséget, amellyel az egyes mikroállapotokat megtalálhatjuk. Ugyanezt feltételezhetjük a részleges egyensúlyi állapotokról is. Ebből a nézőpontból az egyensúlyi, valamint a részleges egyensúlyi állapotokat makroállapotoknak tekintjük. A makroállapotokat tehát azzal az alaptulajdonságukkal jellemezhetjük, hogy a rendszer részletes megfigyelésekor a különféle mikroállapotokat meghatározott valószínűséggel kapjuk eredményül.

### Információ-mennyiség
Tételezzük fel, hogy van egy rendszerünk, melyről rendelkezünk valamekkora információval. Ha ezt a rendszert magára hagyjuk, nyilvánvaló, hogy a rendszerről tudott információ mennyísége csak csökkenhet; másképpen megfogalmazva: egy magárahagyott rendszer információ-hiánya nem csökkenhet. Az információ-hiány mérőszáma az információ-mennyíség, mely azt fejezi ki, hogy mekkora információ birtokába jutunk akkor, ha az adott rendszerről megismerünk valamit.
A következőkben jelölje I magát az információ-mennyíséget, valamint jelöljük egy teljes eseményrendszer egymást kizáró eseményeit {\displaystyle p_{i}}-vel (i=1..n). A kérdés tehát az, hogy mekkora információhoz jutunk, ha megtudjuk, hogy az adott eseményrendszerben melyik {\displaystyle p_{i}} esemény következett be. Ahhoz, hogy ezt a kérdést számszerüleg meg tudjuk válaszolni, néhány dolgot posztulálnunk kell:
- Abban az esetben, ha egyetlenegy {\displaystyle p_{i}} kivételével az összes többi zérus, I=0.
- Adott n-nél I akkor a maximális, ha az összes lehetőség bekövetkezősi valószínűsége azonos, azaz {\displaystyle p_{i}=1/n}. A maximális érték legyen n-nek szigorúan monoton növő függvénye!
- Független eseményrendszerekre nézve I legyen additív! Legyen az egyik eseményrendszer n elemű és a bekövetkezési valószínűségeket jelöljük {\displaystyle p_{i}}-vel, a másik eseményrendszernél rendre ugyanezek legyenek m és {\displaystyle q_{j}}. Ekkor annak a valószínűsége, hogy az első rendszerben az i-edik, a másodikban a j-edik lehetőség valósul meg, {\displaystyle p_{i}\cdot q_{i}}. Az additivitás feltétele tehát:

{\displaystyle I(p_{1}q_{1},...,p_{n}q_{m})=I(p_{1},...,p_{n})+I(q_{1},...,q_{m})}
- Az információmennyíség abban az esetben, ha két elemi esemény van és ezek egyenlő valószínűséggel következnek be, legyen egységnyi, azaz

{\displaystyle I(1/2,1/2)=1bit}